# Găvănești (gmina)
Găvănești – gmina w Rumunii, w okręgu Aluta. Obejmuje miejscowości Băleasa, Broșteni, Dâmburile i Găvănești. W 2011 roku liczyła 2050 mieszkańców.